# 2011–2012-es magyar gyeplabdabajnokság
A 2011–2012-es magyar gyeplabdabajnokság a nyolcvankettedik gyeplabdabajnokság volt. A bajnokságban öt csapat indult el, a csapatok két kört játszottak. Azonos pontszám esetén helyosztó meccset játszottak.

## Tabella
| #  | Csapat          | M | Gy | D | V | G+ | G- | P  |
| -- | --------------- | - | -- | - | - | -- | -- | -- |
| 1. | Rosco SE        | 8 | 7  | 0 | 1 | 34 | 18 | 21 |
| 2. | Építők HC       | 8 | 5  | 1 | 2 | 35 | 17 | 16 |
| 3. | Olcote HC       | 8 | 5  | 1 | 2 | 27 | 11 | 16 |
| 4. | Szt. László DSE | 8 | 2  | 0 | 6 | 22 | 32 | 6  |
| 5. | Rosco SE II.    | 8 | 0  | 0 | 8 | 5  | 45 | 0  |

* M: Mérkőzés Gy: Győzelem D: Döntetlen V: Vereség G+: Ütött gól G-: Kapott gól P: Pont

## Helyosztó mérkőzés
2. helyért: Építők HC–Olcote HC 3–5